# تاريخ نشر الصحف
الصحف الحديثة هي اختراع أوروبي. تداول البشر أقدم الصحف الإخبارية المكتوبة بخط اليد على نطاق واسع في البندقية منذ عام 1566. وكانت هذه الصحف الأسبوعية مليئة بالمعلومات عن الحروب والسياسة في إيطاليا وأوروبا. نُشرت أولى الصحف المطبوعة أسبوعيًا في ألمانيا منذ عام 1605. كانت تخضع الصحف المنشورة للرقابة من قبل الحكومة، خاصة في فرنسا، وكانت تنشر في الغالب الأخبار الأجنبية وأسعار السلع. بعد أن خففت الحكومة الإنجليزية الرقابة في عام 1695، ازدهرت الصحف في لندن وعدد قليل من المدن الأخرى بما في ذلك بوسطن وفيلادلفيا. وبحلول ثلاثينيات القرن التاسع عشر، تمكنت المطابع عالية السرعة من طباعة آلاف الأوراق بسعر رخيص، مما جعل التكاليف اليومية منخفضة.

## منذ القرن السادس عشر حتى عام 1800
كانت الجرائد ظاهرة خاصة في مدينة البندقية في منتصف القرن السادس عشر. كانت تصدر أسبوعيًا في أوراق مفردة وتُطوى لتشكل أربع صفحات. وصلت هذه المنشورات إلى جمهور أكبر مما وصلت إليه الأخبار المكتوبة بخط اليد في أوائل روما. كان لشكلها وظهورها على فترات منتظمة تأثيران كبيران على الصحيفة التي نعرفها اليوم. انتقلت فكرة نشرة الأخبار الأسبوعية المكتوبة بخط اليد من إيطاليا إلى ألمانيا ومن ثم إلى هولندا.

### الصحف الأولى
أصبح مصطلح الصحيفة شائعًا في القرن السابع عشر. ومع ذلك، في ألمانيا، ظهرت المنشورات التي نعتبرها اليوم منشورات صحفية في وقت مبكر من القرن السادس عشر. اعتُبرت صحفًا للأسباب التالية: طبعها الناشرون وأرخوها ونشروها على فترات نشر منتظمة ومتكررة، وتضمنت مجموعة متنوعة من الأخبار (على عكس الأخبار الفردية المذكورة أعلاه). كانت تُسمى الأشكال المبكرة من الدوريات الإخبارية «الترابط»، وكانت تشبه تقارير المعارض التجارية إلى حد ما. كانت تُجمع مرتين سنويًا لمعارض الكتب السنوية الكبيرة في فرانكفورت ولايبزيغ، بدءًا من ثمانينيات القرن السادس عشر. ومع ذلك، من المقبول عمومًا أن صحيفة «العلاقة بجميع التواريخ الهامة والتذكارية» الصادرة باللغة الألمانية، والتي طبعها يوهان كارولوس في ستراسبورغ منذ عام 1605، هي أول صحيفة. يقول المؤرخ يوهانس فيبر: «في الوقت نفسه، مع اختراع المطبعة بالمعنى المادي والتكنولوجي، دخلت الصحافة بالمعنى الموسع للكلمة أيضًا المرحلة التاريخية».
وتشمل الصحف المبكرة الأخرى الهولندية: «الحالي من إيطاليا»، و«دويتسلاندت»، التي أسسها كاسبار فان هيلتن في عام 1618. وكانت صحيفة أمستردام أول مجلة دورية تظهر بحجم ورقة كاملة بدلًا من حجم الربع. باعتبارها مركزًا للتجارة العالمية، سرعان ما أصبحت أمستردام موطنًا للعديد من الصحف الأجنبية أيضًا، والتي صُممت بنفس طريقة نشر فان هيلتن، وأحيانًا كان لها اسم مشابه.
في عام 1618، بدأت صحيفة «أخبار أسبوعية من العديد من الأماكن» في الظهور في غدانسك (أقدم صحيفة في بولندا ومنطقة بحر البلطيق). وعلى الرغم من العنوان، كانت تُنشر هذه الصحيفة بشكل غير منتظم، وأحيانًا حتى ثلاث مرات في الأسبوع.
صدرت أول صحيفة باللغة الإنجليزية، كورانت من إيطاليا وألمانيا وغيرها، في أمستردام عام 1620. وبعد عام ونصف، صدرت كورانت، أو الأخبار الأسبوعية من إيطاليا وألمانيا والمجر وبولندا وبوهيميا وفرنسا وإيطاليا، والتي اعتُقد أنه إما ناثانيال باتر أو نيكولاس بورن وتوماس آرتشر هم من نشروها في إنجلترا.
صدرت أول صحيفة في فرنسا عام 1631، وهي لاغازيت (التي كانت تُنشر في الأصل باسم غازيت دو فرانس).
صدرت أول صحيفة في البرتغال «جريدة الترميم» عام 1641 في لشبونة، وأول صحيفة إسبانية، غاسيتا دي مدريد، عام 1661.
نُشرت «الصحيفة البريدية والداخلية» لأول مرة في السويد عام 1645، وهي أقدم صحيفة لا تزال موجودة، على الرغم من أنها تنشر الآن عبر الإنترنت فقط.
نُشرت صحيفة «ميركوريوس البولندي العادي» في كراكوف، بولندا عام 1661.
نُشرت أول صحيفة يومية إنجليزية ناجحة، ديلي كورانت، في الفترة من 1702 إلى 1735. وكانت إليزابيث ماليت أول محررة لمدة 10 أيام في مارس 1702، والتي أدارت لسنوات أعمال الطباعة الخاصة بزوجها الراحل.
كانت الأخبار انتقائية للغاية وفي كثير من الأحيان دعائية. تابع القراء قصص الإثارة، مثل روايات السحر والإعدامات العامة والكوارث. ولم تشكل هذه المادة خطرًا على الدولة، طالما أنها لم تنتقدها.